# Título verde
Um título verde é um instrumento financeiro de renda fixa (título) que é usado para financiar projetos que têm benefícios ambientais positivos. Quando se referem a projetos de mitigação das mudanças climáticas, eles também são conhecidos como títulos climáticos. Eles seguem os Princípios de Títulos Verdes estabelecidos pela International Capital Market Association (ICMA) e os rendimentos da sua emissão devem ser utilizados para os tipos de projetos pré-especificados. As categorias de projetos verdes elegíveis incluem, por exemplo: energias renováveis, eficiência energética, prevenção e controle da poluição, gestão ambiental sustentável dos recursos naturais vivos e utilização do solo, biodiversidade terrestre e aquática, transportes limpos, adaptação às alterações climáticas.:4
Assim como os títulos normais, os títulos verdes podem ser emitidos por governos, bancos multinacionais ou corporações, e a organização emissora paga o título e quaisquer juros. A principal diferença é que os fundos serão usados apenas para projetos ambientais ou de mudanças climáticas positivas. Isso permite que os investidores alcancem seus objetivos ambientais, sociais e de governança corporativa (ESG) investindo neles. Eles são semelhantes aos títulos de sustentabilidade, mas os títulos de sustentabilidade também precisam ter um resultado social positivo.
O crescimento dos mercados obrigacionistas proporciona oportunidades crescentes para financiar a implementação dos Objetivos de Desenvolvimento Sustentável (ODS), Contribuições Nacionalmente Determinadas e outros projectos de crescimento verde. Uma conferência da ONU realizada em 2021 sobre os ODSs enfatizou a importância dos títulos sustentáveis e afirmou que dos cerca de 300 biliões de euros de ativos financeiros nos mercados, apenas 1% seria necessário para atingir os ODS.

## Uso

### Títulos verdes para ação climática
Títulos verdes emitidos para levantar financiamento para soluções para as mudanças climáticas eram, no passado, também chamados de títulos climáticos . Eles são usados para projetos ou programas relacionados à mitigação ou adaptação às mudanças climáticas. Os títulos climáticos foram propostos pela primeira vez na década de 2000 e têm crescido rapidamente desde então. Desde 2016 , o volume total de títulos climáticos foi estimado em 160 bilhões de dólares; dos quais 70 bilhões foram emitidos em 2016.  O volume rotulado de obrigações emitidas em 2019 foi de 255 bilhões de dólares americanos.
Assim como os títulos normais, os títulos verdes podem ser emitidos por governos, bancos multinacionais ou corporações. A entidade emissora garante o reembolso do título ao longo de um determinado período de tempo, acrescido de uma taxa de retorno fixa ou variável.
A maioria dos títulos verdes para a ação climática são lastreados em ativos, ou seja, são segregados, sendo prometido aos investidores que todos os fundos angariados serão destinados apenas a programas ou activos específicos relacionados com o clima, como centrais de energias renováveis ou programas de financiamento centrados na mitigação climática.
A Climate Bonds Initiative, sediada em Londres, proporcionou o primeiro programa de certificação do mundo para títulos climáticos. Os títulos climáticos são títulos temáticos,  semelhantes em princípio aos títulos ferroviários do século XIX, aos títulos de guerra do início do século XX ou aos títulos rodoviários da década de 1960. Os títulos temáticos são projetados para:
- Permitir que o capital institucional — fundos de pensão, governamentais, de seguros e soberanos — invista em áreas vistas como politicamente importantes para seus stakeholders e que tenham o mesmo perfil de risco de crédito e retorno dos títulos padrão.
- Fornecer um meio para que os governos direcionem o financiamento para a mitigação das mudanças climáticas. Por exemplo, isso pode ser feito escolhendo privilegiar títulos qualificados com tratamentos fiscais preferenciais.
- Enviar um sinal político para outras partes interessadas.

## Benefícios
O crescimento dos mercados obrigacionistas proporciona oportunidades crescentes para financiar a implementação dos Objectivos de Desenvolvimento Sustentável (ODS), Contribuições Nacionalmente Determinadas e outros projectos de crescimento verde. Uma conferência da ONU realizada em 2021 sobre os Objetivos de Desenvolvimento Sustentável enfatizou a importância dos títulos sustentáveis e afirmou que dos cerca de 300 trilhões de euros de ativos financeiros nos mercados, apenas 1% seria necessário para atingir os ODS. Os títulos verdes estão se tornando uma forma cada vez mais predominante de financiamento verde, especialmente para o desenvolvimento de infraestrutura limpa e sustentável e suas grandes necessidades de financiamento. Eles oferecem um veículo para acessar financiamento nos mercados de capitais e geram impactos verdes que podem ser verificados em relação aos padrões. Nos países em desenvolvimento, as obrigações verdes já financiam projectos críticos, incluindo as energias renováveis, os sistemas de transportes públicos urbanos e o abastecimento de água.
Os títulos verdes mobilizaram mais de 93 bilhões de dólares em 2016 para projetos e ativos com impactos ambientais positivos. No entanto, da emissão total de obrigações a nível mundial, esta representa ainda apenas cerca de 1%.
De acordo com um relatório da Climate and Development Knowledge Network e da PricewaterhouseCoopers, um mercado de obrigações verdes tem três benefícios principais para um país e para os seus objetivos e compromissos ambientais:
- Aumenta o financiamento disponível para projetos verdes, incentivando assim o aumento do seu número. Hoje, os títulos verdes financiam principalmente projetos nas áreas de energia renovável, eficiência energética, transporte de baixo carbono, água sustentável e resíduos e poluição.
- É um veículo viável para permitir que o crescente grupo de investidores sustentáveis tenha acesso a projetos ambientais. Os títulos são um instrumento e uma abordagem com os quais os investidores estrangeiros estão familiarizados, portanto essas instituições precisam de pouca compreensão ou capacidade nova. Os investidores também estão interessados em colocar dinheiro onde o impacto ambiental alcançado é maior por unidade de moeda, e as economias emergentes e em desenvolvimento têm o potencial de oferecer isso onde existem custos de projeto mais baixos.
- Pode ser um catalisador para um maior desenvolvimento do mercado de capitais e do sistema financeiro nacional de forma mais ampla, além de projetos relacionados ao meio ambiente.

## Escala
O Banco Europeu de Investimento emitiu em 2007 uma obrigação indexada a ações, que se tornou o primeiro produto de rendimento fixo entre os investimentos socialmente responsáveis. Essa estrutura de "Título de Conscientização Climática" foi usada para financiar projetos de energia renovável e eficiência energética. Posteriormente, o Banco Mundial tornou-se o primeiro no mundo a emitir uma "obrigação verde" em 2008, que seguia uma estrutura de obrigação convencional "simples", ao contrário da Obrigação de Sensibilização Climática vinculada a acções do Banco Europeu de Investimento.
O mercado de títulos verdes posteriormente aumentou rapidamente em emissões. Entre 2015 e 2016, a Climate Bonds Initiative relata que houve um aumento de 92% na emissão de obrigações verdes, para 92 mil milhões de dólares, com diferentes tipos de emissores a começarem a emitir obrigações verdes. A Apple, por exemplo, tornou-se a primeira empresa tecnológica a emitir uma obrigação verde em 2016, e a Polônia tornou-se o primeiro país soberano a emitir uma obrigação verde no final de 2016. Em 2021, o Banco Europeu de Investimento foi o principal emissor de obrigações verdes e de sustentabilidade entre os bancos multilaterais de desenvolvimento, com o financiamento da sustentabilidade a atingir o equivalente a 11,5 bilhões de euros.
Pelo menos desde 2017, a China detinha a maior quota (23%) do mercado de obrigações verdes.(p88)
A Comissão de Negócios e Desenvolvimento Sustentável descreve pelo menos 12 trilhões de dólares em oportunidades de mercado para empresas provenientes de modelos de negócio sustentáveis.
As Nações Unidas estimam que seja necessário um déficit anual de financiamento de 2,5 trilhões de dólares para a concretização dos Objetivos de Desenvolvimento Sustentável (ODS) e, deste valor, 1 trilhão de dólares é necessário anualmente apenas para a energia limpa. Um grande número e uma vasta gama de projectos e activos que contribuem para a concretização dos 17 ODSs necessitam deste financiamento para o seu desenvolvimento e funcionamento.
Apesar dos recentes aumentos nos volumes de financiamento climático, surgirá uma lacuna de financiamento significativa, a menos que sejam mobilizadas novas fontes e canais de financiamento.
O financiamento público internacional existente dedicado às mudanças climáticas não é capaz de alcançar sozinho a rápida mudança necessária para cobrir a lacuna financeira. Além disso, os fundos do setor público não têm capacidade para financiar os montantes necessários, pelo que se estima que 80 a 90% do financiamento terá de provir do setor privado.
De acordo com a Climate and Development Knowledge Network, a procura por obrigações verdes cresceu rapidamente por parte dos investidores, com os proprietários e gestores de activos a diversificarem as suas carteiras de investimento e a procurarem um impacto positivo para além do retorno financeiro.
Os mercados emergentes e de fronteira estão a construir mercados, facilidades de financiamento e produtos de dívida e de capital de grau de investimento para obrigações climáticas e investimentos verdes de forma mais agressiva do que a maioria das economias ocidentais desenvolvidas.

## Relatórios
A emissão de obrigações verdes tem suscitado um debate considerável devido à falta de regras uniformes que as regulem.  Dois padrões regulatórios voluntários principais regem a emissão de títulos verdes: os Princípios de Títulos Verdes (GBP), estabelecidos privadamente pela Associação Internacional do Mercado de Capitais (ICMA), e o Padrão de Títulos Verdes (GBS), organizado publicamente pela União Europeia . Ambas as estruturas visam alcançar a padronização no mercado de títulos verdes, fornecendo um padrão uniforme para diferentes grupos de stakeholders.
Apesar da crescente pressão pela padronização, as disparidades persistem na emissão de títulos verdes, suas práticas pós-relatórios e seu alinhamento com as metas climáticas do emissor. Muitos emissores não conseguem estabelecer metas climáticas de longo prazo, frequentemente limitando suas metas a um horizonte de 10 anos. Como resultado, um estudo importante descobriu que os títulos verdes atendem predominantemente a objetivos de curto prazo, oferecendo suporte limitado para atingir metas climáticas de longo prazo. Além disso, há uma falta de descrições detalhadas sobre como o capital angariado através de obrigações verdes é atribuído a projectos específicos, o que realça a necessidade de uma maior transparência e de práticas de informação.

## Críticas e controvérsias
O mercado de obrigações verdes atraiu críticas internacionais, com alguns a questionarem as credenciais verdes de determinadas obrigações. Essa crítica diz respeito tanto aos projetos financiados quanto às credenciais de sustentabilidade dos emissores. Em maio de 2017, a Climate Bonds Initiative se recusou a listar um título "verde" emitido pela Repsol. Os rendimentos das obrigações seriam destinados a iniciativas destinadas a melhorar a eficiência das operações de produção de petróleo e gás da empresa. A organização não governamental argumentou que, embora os projetos reduzissem as emissões CO2 , a estratégia de sustentabilidade da empresa não ia longe o suficiente, do ponto de vista ambiental, para classificá-la como verde. Esta crítica foi estendida à Vigeo Eiris, a empresa que analisou as credenciais verdes da obrigação da Repsol. Em 2016, Vigeo Eiris se envolveu em outra controvérsia sobre títulos verdes. Foram alvo da Western Sahara Resource Watch, uma organização não governamental apoiada por um sindicato norueguês, depois de esta ter analisado uma obrigação verde que financiaria a produção de projetos solares por uma agência governamental marroquina no território ilegalmente ocupado do Saara Ocidental.
De um modo mais geral, a comunidade académica e os participantes no mercado identificaram a suscetibilidade da rotulagem verde voluntária à lavagem verde e à seleção adversa como uma função da falta percebida de supervisão regulamentar e da oportunidade inerente, embora anedótica, de arbitragem de capital apresentada a alguns emissores através do prêmio de preço verde, ou "greenium".  No mercado primário, esse prêmio pode apresentar spreads variáveis, que vão de -85 a +213 pontos-base, enquanto o mercado secundário normalmente observa um "greenium" médio mais conservador de -1 a -9 pontos-base.

## Exemplos

### Estados Unidos
Os eleitores da cidade de São Francisco, nos Estados Unidos, aprovaram uma autoridade de títulos de receita (revenue bonds) em 2001, na forma de uma emenda ao estatuto da cidade (Seção 9.107.8) conhecida como "títulos solares", para financiar energia renovável e medidas de conservação de energia em residências, empresas e edifícios governamentais. A campanha a favor dos títulos solares, Proposta H, foi motivada pela necessidade de a cidade tomar medidas significativas relativamente às alterações climáticas. A autorização para emissão de títulos solares estava sendo usada como parte do programa de energia renovável da cidade, administrado pela Comissão de Serviços Públicos de São Francisco, CleanPowerSF.

### Reino Unido
Em 2020, o primeiro título verde do governo local do Reino Unido, para o Conselho de West Berkshire, foi fechado após atingir sua meta de 1 milhão de libras esterlinas cinco dias antes. Anunciado na quarta-feira, 14 de outubro de 2020, 22% dos fundos arrecadados vieram de moradores de West Berkshire, que investiram uma média de 3,5 mil libras esterlinas. O Investimento Municipal Comunitário atraiu 640 investidores no total. Em Setembro de 2021, a venda inaugural de “títulos verdes” do Reino Unido atraiu mais de 100 mil milhões de libras de investidores, tornando-se a mais alta de sempre para uma venda de obrigações do governo do Reino Unido. 

### Canadá
No Canadá, o Community Bond, uma inovação em finanças sociais que permite a organizações de beneficência emitir obrigações fora da supervisão regulamentar tradicional, está a ser utilizado como um “Green Bond” por grupos ambientais como a Solarshare para construir parques solares de propriedade comunitária, a ZooShare para financiar uma central de biogás, e a Hallbar.org como meio para financiar melhorias em habitações para economia de energia e a construção de edifícios com certificação LEED.

### União Europeia
Em 2022, o Banco Europeu de Investimento emitiu 19,9 mil milhões de euros em obrigações de sensibilização para o clima e a sustentabilidade e aumentou a sua parcela de financiamento para o clima e a sustentabilidade do investimento global de 21% em 2021 para 45% em 2022. Em 21 de dezembro de 2024, entra em vigor o Regulamento das Obrigações Verdes da União Europeia, que permite a emissão de “Obrigações Verdes Europeias” (ou “EuGB”) por empresas, autoridades regionais ou locais e supranacionais da Agência Europeia do Ambiente.